# Ahmed Saad Osman
Ahmed Saad Soleiman Osman (in arabo أحمد سعد سليمان عثمان‎?, Aḥmad Saʿd Sulaymān ʿUthmān; Bengasi, 7 agosto 1985) è un calciatore libico, attaccante del Club Africain.